# Peter Voss, der Millionendieb (film 1946)
Peter Voss, der Millionendieb è un film del 1946 diretto da Karl Anton. La sceneggiatura si basa su un romanzo di E.G. Seeliger.

## Produzione
Il film fu prodotto dalla Deutsche Film (DEFA), Tobis Filmkunst.

## Distribuzione
Distribuito dalla Sovexport-Film GmbH, uscì a Berlino Est il 27 settembre 1946. In Germania Ovest, il film fu presentato il 1º dicembre 1949.